# Kult
Kúlt pomeni izkazovanje časti z molitvami ali obredi, čaščenje, navadno pretirano čaščenje. Znani so različni kulti: 
- poganski kult;
- kult boga, svetnikov (kult mrtvih);
- kult narave, rodovitnosti
- verski kult,
- kult mladine;
- kult rase;
- kult umetnosti (na. pr. kult cvetja na Japonskem).

Kult je lahko najmanjša verska organizacija.
Ima malo članov in nima institucionaliziranih skupinskih norm; članstvo je prostovoljno in ni formalizirano. Pripadniki kultov lahko ohranijo vezi s formalno obliko verske organizacije.
Kult ni v sporu z drugimi prevladujočimi veroizpovedi v družbeni skupnosti, kjer deluje.
Kulti so:
- spiritualisti

Večja verska organizacija je sekta.